# Cold Lake
Cold Lake – miasto w Kanadzie, w prowincji Alberta. Leży niedaleko granicy z Saskatchewanem, na obszarze o typowo rolniczym charakterze. Nazwa miasta pochodzi od jeziora Cold Lake na granicy Alberty i Saskatchewanu.
Liczba mieszkańców Cold Lake wynosi 11 991. Język angielski jest językiem ojczystym dla 88,0%, francuski dla 7,3% mieszkańców (2006).